# Nguyên Hiểu
Wonhyo (tiếng Hàn: 원효/ 元曉 (Nguyên Hiểu)/ Wonhyo, 617–686) là một vị sư người Triều Tiên thời Tân La. Ông có đóng góp to lớn vào sự phát triển của Phật giáo ở bán đảo Triều Tiên thông qua nhiều công trình của mình viết về triết lý nhà Phật và các hoạt động tích cực truyền bá Phật giáo. Tư tưởng của ông có ảnh hưởng tới cả các nhà sư Trung Quốc như Fazang, Li Tongxuan, Chengguan và Nhật Bản như Gyonen, Zenshu, Joto (dòng Hoa Nghiêm tông).
Liên đoàn Taekwon-Do quốc tế đã lấy tên ông đặt cho một bài quyền 28 động tác. Liên đoàn Taekwondo thế giới cũng quy định một bài quyền cho môn sinh đai đen cửu đẳng có tên là Ilyeo, tên một tư tưởng của Wonhyo.